# 武居由樹
武居 由樹（たけい よしき、1996年7月12日 - ）は、日本のプロボクサー、元キックボクサー。東京都足立区出身。大橋ボクシングジム所属。現WBO世界バンタム級王者。
トレーナーは元世界3階級制覇王者の八重樫東。入場曲はクイーンの「I was born to love you」。マネジメント会社は八重樫が代表を務めるP&M LAB.。

## 来歴

### 幼少期〜高校まで
足立区の母子家庭で育ったが、問題児だった武居を手に負えなくなった母親は思い悩んだ末に親子心中まで考え、武居が10歳の時に問題のある子供たちを引き取って指導しているキックボクシングジム(Power of dream)へ預けることにする。武居はキックボクシングジムの古川誠一会長の自宅に住み込んで他のジム生と共同生活を送りながら厳しいトレーニングに励む。最初は嫌々だったが、日々の練習と生活の過程で礼儀作法を学び直したことで素行が落ち着き、大会で優勝するようになるとだんだんと楽しくなりキックボクシングにのめり込んでいった。 都立足立東高校ではボクシング部に入部、キャプテンを任されるまでになり、武居のボクシングの成績を評価した大学から推薦入学の話も舞い込むが、その話を断りプロキックボクサーを目指すことを選んだ。

### キックボクシング
2012年2月25日、ビッグバン〜統一への道〜 其の八のオープニングファイトにおいて那須川天心とアマチュアキックルールで対戦し、1-1の判定でドロー。
2014年11月9日、Krush.47でプロデビュー。たすくと対戦し、KO勝ち。
2015年1月4日、Krush.49で佐野天馬と対戦し、0-2の判定負け。
2015年4月19日、K-1 WORLD GP 2015 IN JAPAN～－55kg初代王座決定トーナメント～で西京春馬と対戦し、0-2の判定負け。年下の選手に2連敗したことで、キックボクシングが向いてないのではと落ち込み、一時期引退も考えるが、階級を下げたことで勝ち始める。
2016年2月5日、Krush.63で軍司泰斗と対戦し、3-0で判定勝ち。
2016年4月10日、Krush.65のKrush -53kg初代王座決定トーナメント準決勝で隆聖と対戦し、左アッパーでKO勝ち。

#### Krush王座獲得
2016年6月12日、Krush.66のKrush -53kg初代王座決定トーナメント決勝戦で上羽優希と対戦し、右アッパーでKO勝ち。初代Krush -53kg王座を獲得。
2016年12月18日、Krush.71のKrush -53kg王座の防衛戦で隆聖と対戦し、KO勝利を収め、王座の初防衛に成功した。

#### K-1 WORLD GP王座獲得
2017年4月22日、K-1 WORLD GP 第2代スーパー・バンタム級（-55kg）王座決定トーナメントに出場。1回戦でアントニオ・オルデンと対戦し、初の国際戦で動きに固さが見られ、やや苦戦しながらも2ダウンを奪い3ラウンドKO勝ち。準決勝では石田圭祐に左ストレートがきれいに入りダウンを奪うと、続けざまに右ボディフックから右フックのトリプルを決め、1ラウンドKO勝ち。決勝ではボクシングに転向していた久保賢司をボクシングテクニックで上回り終始圧倒して完勝、フルマークの判定勝ちを収め、普段試合をしている53kgではなく一階級上のスーパーバンタム級（-55kg）でのトーナメントを不利な体格差をはね返して優勝を果たし、第2代K-1 WORLD GPスーパーバンタム級王座を獲得。リング上のマイクで「ここまで来れたのは会長と会長の奥さんと、かあちゃんとジムの仲間、応援してくれた皆さんのおかげです」と感謝の気持ちを述べた。
2017年8月20日、Krush.79 ～in NAGOYA～で武尊と2分2Rのキックボクシングルールによるエキシビションマッチを行い、エキシビションという関係上判定が行われないため引き分けとなった。
2017年09月18日、K-1 WORLD GP 2017 JAPAN ～初代ウェルター級王座決定トーナメント～にて伊澤波人と対戦。フットワークを使って伊澤の得意なローキックをまともに貰わないようにしつつ、パンチを上下に散らし蹴りも交えた多彩な攻撃で徐々にダメージを与え、3Rに左ハイキックとパンチのラッシュで2度ダウンを奪うと、さらにパンチのラッシュで3度目のダウンを奪いKO勝利を収めた。
2017年11月23日、K-1 WORLD GP 2017 JAPAN ～初代ヘビー級王座決定トーナメント～にてビクトー・サラビアと対戦し、右バックスピンキックを右脇腹に決めてからの左ボディブローでサラビアを沈め、1RKO勝利を収めた。
2018年1月14日、年間表彰式「K-1 AWARDS 2017」が初開催され、最優秀選手賞（MVP）を受賞した。
2018年3月21日、K-1 WORLD GP 2018 JAPAN ～K'FESTA.1～にてK-1 WORLD GPスーパー・バンタム級王座の防衛戦で久保賢司と対戦し、左三日月蹴りを効かせると左ハイキックを打ち込み、続けて右ボディフック、顔への右フックと畳み掛けダウンを奪うと、立ち上がった久保に左ハイキック、そして最後は右フックでダウンを奪いKO勝利を収め、王座の初防衛に成功した。
2019年6月30日、K-1 WORLD GP 2019 K-1スーパー・バンタム級世界最強決定トーナメントに出場。1回戦でアレックス・リーバスにKO勝ち。準決勝では玖村修平にKO勝ち。決勝では玖村修平の実弟玖村将史にKO勝ちを収め優勝を果たした。
2020年12月13日、K-1 WORLD GP 2020 JAPAN IN 両国国技館をもってスーパーバンタム級王座を返上し K-1を卒業。ボクシングへの転向を表明。大橋ジムに所属し八重樫東トレーナーの指導の下でトレーニングに励む事を明らかにした。ボクシング転向のきっかけは、蹴るのが難しくなる怪我をしたのが一番大きな理由と語っている。

### プロボクシング
2021年2月11日、国立代々木競技場で開催のチャリティーボクシングイベント『LEGEND』で元WBO世界フライ級王者・木村翔とエキシビションマッチで対戦した。
2021年3月11日、後楽園ホールでプロボクシングデビュー戦として高井一憲と対戦し、1回1分43秒TKO勝ちを収めた
2021年9月9日、後楽園ホールで竹田梓と対戦し、1回2分57秒TKO勝ちを収めた。

#### 東洋太平洋王座獲得
2022年8月26日、後楽園ホールでOPBF東洋太平洋スーパーバンタム級王者のペテ・アポリナルと対戦し、5回2分7秒TKO勝ちを収め王座獲得に成功した。
2022年12月13日、有明アリーナで井上尚弥 対 ポール・バトラー戦の前座としてOPBF東洋太平洋スーパーバンタム級10位のブルーノ・タリモと対戦し、11回2分17秒TKO勝ちを収め、初防衛に成功した。
2023年2月18日、韓国・ソウルのカンナム・ソムユセンターで韓国スーパーバンタム級2位のチャン・ドンフンとエキシビションマッチを行った。
2023年7月25日、有明アリーナでスティーブン・フルトン 対 井上尚弥戦の前座としてフィリピンバンタム級王者のロニー・バルドナドとノンタイトル戦を行い、3回1分8秒KO勝ちを収めた。

#### 東洋太平洋王座返上
バンタム級転向と世界王者を目指すため、2023年11月28日付でOPBF王座を返上した。
2023年12月26日、井上尚弥 対 マーロン・タパレス戦の前座でバンタム級転向初戦として元WBCアメリカ大陸バンタム級王者のマリオ・ディアスと対戦し、ボディーブローで2回2分23秒KO勝ちを収めた。
2023年12月28日、ディアス戦後の夜に溶連菌感染症を発症したことを発表。

#### 世界王座獲得
2024年5月6日、井上尚弥 対 ルイス・ネリ戦の前座のWBO世界バンタム級タイトルマッチで王者のジェイソン・モロニーに挑戦。初回と2回に左ボディでのローブローの反則により減点1を科せられながらも12回3-0（116-111×2、117-110）の判定で破り、プロボクシングデビュー以来の連続KO勝利は8勝で途切れたものの王座獲得に成功した。キックボクシング出身の日本人世界王者は山田真子、吉田実代に次いで3人目で男子では初、K-1とプロボクシングの両方での世界王者も初。また、JBCが公認する通算100人目の男子世界王者となった。
2024年9月3日、有明アリーナで井上尚弥 対 テレンス・ジョン・ドヘニー戦の前座としてWBO世界バンタム級1位の比嘉大吾と対戦し、11回にダウンを奪われるも12回3-0（115-112、114-113×2）の判定勝ちを収め初防衛に成功した。
2025年5月28日、横浜BUNTAIで同地初となるプロボクシング興行のメインイベントとしてWBO世界バンタム級8位のユッタポン・トンデイと対戦し、ダウン経験のないユッタポンに初回で計3度のダウンを奪い、初回2分7秒TKO勝ちを収め2度目の防衛に成功したと同時に1年5ヶ月ぶりならびに世界戦初のKO勝利を飾り、ユッタポンにプロ初黒星を与えた。

## POWER OF DREAM
武居がキックボクサー時代に所属していたキックボクシングジム。ジムの会長・古川誠一の方針で、一般会員の他に、素行に問題のある子供たちを引き取って自宅で共同生活をさせながら技術面と礼儀の指導を行っており、武居も10歳からボクシング転向まで会長の自宅に住み込んでトレーニングを受けていた。ボクシング転向に伴って所属選手ではなくなったが、出稽古での練習を継続する意向を示している。
会長の妻は自宅でのジム生たちとの同居生活について「最初はビックリしたが、みんな良い子で気にならない」と話し、自身の子供たちと共にジム生たちの面倒も見ている。
ジム所属選手には、第3代K-1 WORLD GPフェザー級王者の江川優生、第5代Krushバンタム級王者の佐々木洵樹、初代K-1 WORLD GPクルーザー級王者のシナ・カリミアンらがいる。

## 戦績

### プロボクシング
| プロボクシング 戦績 | プロボクシング 戦績 | プロボクシング 戦績 | プロボクシング 戦績 | プロボクシング 戦績 | プロボクシング 戦績 | プロボクシング 戦績 |
| ------------------- | ------------------- | ------------------- | ------------------- | ------------------- | ------------------- | ------------------- |
| 11 試合             | (T)KO               | 判定                | その他              | 引き分け            | 無効試合            |                     |
| 11 勝               | 9                   | 2                   | 0                   | 0                   | 0                   |                     |
| 0 敗                | 0                   | 0                   | 0                   | 0                   | 0                   |                     |

| 戦           | 日付           | 勝敗 | 時間     | 内容    | 対戦相手               | 国籍           | 備考                                           |
| ------------ | -------------- | ---- | -------- | ------- | ---------------------- | -------------- | ---------------------------------------------- |
| 1            | 2021年3月11日  | ☆    | 1R 1:43  | TKO     | 高井一憲（中日）       | 日本           | プロデビュー戦                                 |
| 2            | 2021年9月9日   | ☆    | 1R 2:57  | TKO     | 竹田梓（高崎）         | 日本           |                                                |
| 3            | 2021年12月14日 | ☆    | 1R 0:59  | TKO     | 今村和寛（本田F）      | 日本           |                                                |
| 4            | 2022年4月22日  | ☆    | 2R 1:22  | TKO     | 河村真吾（堺春木）     | 日本           |                                                |
| 5            | 2022年8月26日  | ☆    | 5R 2:07  | TKO     | ペテ・アポリナル       | フィリピン     | OPBF東洋太平洋スーパーバンタム級タイトルマッチ |
| 6            | 2022年12月13日 | ☆    | 11R 2:17 | TKO     | ブルーノ・タリモ       | オーストラリア | OPBF防衛1                                      |
| 7            | 2023年7月25日  | ☆    | 3R 1:08  | KO      | ロニー・バルドナド     | フィリピン     | スーパーバンタム級8回戦                        |
| 8            | 2023年12月26日 | ☆    | 2R 2:23  | KO      | マリオ・ディアス       | メキシコ       | 54.5kg契約8回戦                                |
| 9            | 2024年5月6日   | ☆    | 12R      | 判定3-0 | ジェイソン・モロニー   | オーストラリア | WBO世界バンタム級タイトルマッチ                |
| 10           | 2024年9月3日   | ☆    | 12R      | 判定3-0 | 比嘉大吾（志成）       | 日本           | WBO防衛1                                       |
| 11           | 2025年5月28日  | ☆    | 1R 2:07  | TKO     | ユッタポン・トンデイ   | タイ           | WBO防衛2                                       |
| 12           | 2025年9月14日  | -    | -        | -       | クリスチャン・ヒメネス | メキシコ       | WBO世界バンタム級タイトルマッチ 試合前         |
| テンプレート |                |      |          |         |                        |                |                                                |

### エキシビジョンボクシング
| 戦           | 日付          | 勝敗 | 時間 | 内容     | 対戦相手       | 国籍 | 備考                            |
| ------------ | ------------- | ---- | ---- | -------- | -------------- | ---- | ------------------------------- |
| 1            | 2021年2月11日 | △    | 3R   | 判定なし | 木村翔（花形） | 日本 | LEGEND                          |
| 2            | 2023年2月18日 | △    | 3R   | 判定なし | 張東勲         | 韓国 | 第2回フェニックスバトル・ソウル |
| テンプレート |               |      |      |          |                |      |                                 |

### プロキックボクシング
| キックボクシング 戦績 | キックボクシング 戦績 | キックボクシング 戦績 | キックボクシング 戦績 | キックボクシング 戦績 | キックボクシング 戦績 | キックボクシング 戦績 |
| --------------------- | --------------------- | --------------------- | --------------------- | --------------------- | --------------------- | --------------------- |
| 25 試合               | (T)KO                 | 判定                  | その他                | 引き分け              | 無効試合              |                       |
| 23 勝                 | 16                    | 7                     | 0                     | 0                     | 0                     |                       |
| 2 敗                  | 0                     | 2                     | 0                     | 0                     | 0                     |                       |

| 勝敗 | 対戦相手                              | 試合結果                              | 大会名 | 開催年月日     |
| ○    | デンサヤーム・アユタヤファイトジム    | 3分3R終了 判定3-0                     | K-1 WORLD GP 2020 JAPAN ～K'FESTA.3～ | 2020年3月22日  |
| ○    | スリヤンレック・オーボートー.ガムピー | 3分3R終了 判定3-0                     | K-1 WORLD GP 2019 JAPAN ～初代女子フライ級王座決定トーナメント＆スーパー・ライト級タイトルマッチ～                                                      | 2019年12月28日 |
| ○    | 玖村将史                              | 2R 0:38 KO（左ハイキック）            | K-1 WORLD GP 2019 JAPAN ～K-1スーパー・バンタム級世界最強決定トーナメント～ 【K-1 WORLD GP 2019 K-1スーパー・バンタム級世界最強決定トーナメント決勝戦】 | 2019年6月30日  |
| ○    | 玖村修平                              | 1R 1:46 KO（右フック：2ダウン）       | K-1 WORLD GP 2019 JAPAN ～K-1スーパー・バンタム級世界最強決定トーナメント～ 【K-1 WORLD GP 2019 K-1スーパー・バンタム級世界最強決定トーナメント準決勝】 | 2019年6月30日  |
| ○    | アレックス・リーバス                  | 1R 2:48 KO（2ダウン：パンチラッシュ） | K-1 WORLD GP 2019 JAPAN ～K-1スーパー・バンタム級世界最強決定トーナメント～ 【K-1 WORLD GP 2019 K-1スーパー・バンタム級世界最強決定トーナメント1回戦】  | 2019年6月30日  |
| ○    | サンドロ・マーティン                  | 1R 2:54 KO                            | K-1 WORLD GP 2019 JAPAN ～K'FESTA.2～ | 2019年3月10日  |
| ○    | ヨーブアデーン・フェアテックス        | 3分3R+延長1R終了 判定3-0              | K-1 WORLD GP 2018 JAPAN ～K-1ライト級世界最強決定トーナメント～                                                                                         | 2018年12月8日  |
| ○    | アクラム・ハミディ                    | 1R 1:42 KO（左ストレート）            | K-1 WORLD GP 2018 JAPAN ～初代クルーザー級王座決定トーナメント～                                                                                        | 2018年9月24日  |
| ○    | 久保賢司                              | 1R 1:27 KO（右フック）                | K-1 WORLD GP 2018 JAPAN ～K’FESTA.1～ 【K-1 WORLD GPスーパー・バンタム級タイトルマッチ】                                                                | 2018年3月21日  |
| ○    | ビクトー・サラビア                    | 1R 1:38 KO（バックスピンキック）      | K-1 WORLD GP 2017 JAPAN ～初代ヘビー級王座決定トーナメント～                                                                                            | 2017年11月23日 |
| ○    | 伊澤波人                              | 3R 1:10 KO（3ダウン：パンチ連打）     | K-1 WORLD GP 2017 JAPAN ～初代ウェルター級王座決定トーナメント～                                                                                        | 2017年09月18日 |
| ○    | 久保賢司                              | 3分3R終了 判定3-0                     | K-1 WORLD GP 2017 JAPAN ～第2代スーパー・バンタム級王座決定トーナメント～ 【K-1 WORLD GP第2代スーパー・バンタム級王座決定トーナメント決勝戦】           | 2017年4月22日  |
| ○    | 石田圭祐                              | 1R 1:32 KO（右フック：2ダウン）       | K-1 WORLD GP 2017 JAPAN ～第2代スーパー・バンタム級王座決定トーナメント～ 【K-1 WORLD GP第2代スーパー・バンタム級王座決定トーナメント準決勝】           | 2017年4月22日  |
| ○    | アントニオ・オルデン                  | 3R 2:31 KO（右ボディ：2ダウン）       | K-1 WORLD GP 2017 JAPAN ～第2代スーパー・バンタム級王座決定トーナメント～ 【K-1 WORLD GP第2代スーパー・バンタム級王座決定トーナメント1回戦】            | 2017年4月22日  |
| ○    | 隆聖                                  | 3R 2:45 KO（左アッパー）              | Krush.71 【Krush -53kgタイトルマッチ】 | 2016年12月18日 |
| ○    | 伊藤佑一郎                            | 3分3R終了 判定3-0                     | GRACHAN25×BFC vol.2 | 2016年10月10日 |
| ○    | 上羽優希                              | 1R 1:43 KO（右アッパー）              | Krush.66 【Krush -53kg初代王座決定トーナメント決勝戦】                                                                                                  | 2016年6月12日  |
| ○    | 隆聖                                  | 2R 2:15 KO（左アッパー）              | Krush.65 【Krush -53kg初代王座決定トーナメント準決勝】                                                                                                  | 2016年4月10日  |
| ○    | 軍司泰斗                              | 3分3R終了 判定3-0                     | Krush.63 | 2016年2月5日   |
| ○    | 勝大                                  | 1R 0:53 KO（左ボディブロー）          | Krush.61 | 2015年12月4日  |
| ○    | 亀本勇翔                              | 3分3R終了 判定3-0                     | Krush.59 | 2015年10月4日  |
| ○    | 萩原秀斗                              | 1R 1:52 TKO                           | WINDY Super Fight 2015 【WINDY KICKスーパーフライ級王座決定戦】                                                                                         | 2015年8月16日  |
| ×    | 西京春馬                              | 3分3R終了 判定0-2                     | K-1 WORLD GP 2015 IN JAPAN～－55kg初代王座決定トーナメント～                                                                                            | 2015年4月19日  |
| ×    | 佐野天馬                              | 3分3R終了 判定0-2                     | Krush.49 | 2015年1月4日   |
| ○    | たすく                                | 1R 2:33 KO                            | Krush.47 | 2014年11月9日  |

### エキシビションキックボクシング
| 勝敗 | 対戦相手 | 試合結果           | 大会名                 | 開催年月日    |
| △    | 武尊     | 2分2R終了 判定なし | Krush.79 ～in NAGOYA～ | 2017年8月20日 |

## 獲得タイトル
- プロキックボクシング
  - WINDY KICKスーパーフライ級王座
  - 初代Krush -53kg王座
  - 第2代K-1 WORLD GPスーパー・バンタム級王座
  - K-1 WORLD GPスーパー・バンタム級世界最強決定トーナメント優勝
- プロボクシング
  - 第46代OPBF東洋太平洋スーパーバンタム級王座（防衛1=返上）
  - WBO世界バンタム級王座（防衛2）

## 表彰
- K-1 AWARDS 2017 最優秀選手賞（2018年）
- プロ・アマチュア年間表彰
  - 2022年プロボクシング部門 新鋭賞[18]

## 出演

### テレビ
- ザ・ノンフィクション「悪ガキ ガチンコ物語」（2011年9月11日、フジテレビ）
- ザ・ノンフィクション「悪ガキ ガチンコ物語 4年後の決心」（2014年9月21日、フジテレビ）[19]。
- ザ・ノンフィクション「足立区　悪ガキ伝説〜7年のキセキ〜」（2017年1月22日、フジテレビ）[20]。